# Salvatore Vicari
Salvatore Vicari (Lercara Friddi, 31 gennaio 1981) è un ex calciatore italiano, di ruolo centrocampista.

## Carriera
Inizia a giocare a calcio con la squadra locale del paese, l'Albatros Lercara e nell'estate del 1994, a 13 anni, passa alle giovanili del Palermo.
Nella stagione 1998-1999, a 17 anni, inizia a fare la spola tra Primavera e la prima squadra rosanero, che milita nel campionato di Serie C1, guadagnando infine un posto da titolare. In 24 partite disputate, riesce a segnare due reti contro Crotone e Battipagliese. Alla fine della stagione il Palermo non riesce a conquistare la promozione, e nell'estate del 1999 la società decide di cederlo in seguito ad un'offerta della Reggina, squadra al suo primo anno di Serie A nella sua storia.
Il primo anno di Serie A per la Reggina coincide quindi con il suo primo anno tra i professionisti, passato ancora tra Primavera e prima squadra. La stagione è valorizzata dall'esordio, datato 7 novembre, in Reggina-Roma (0-4), e dalla salvezza che raggiunge la squadra calabrese, guidata da Franco Colomba.
Il 23 dicembre 2000 parte titolare nella gara contro il L.R. Vicenza e contribuisce alla vittoria della Reggina, facendo l'assist per il gol decisivo di Ezio Brevi. Viene chiamato nell'Under 21 ma, al termine della stagione, la squadra amaranto retrocede in Serie B, dopo lo spareggio con il Verona.
Nella Serie B gioca titolare, disputando 33 gare con una rete, realizzata il 17 marzo 2002 ad Empoli, rete che fissa momentaneamente il risultato sull'1-1, prima del raddoppio empolese. La Reggina termina il campionato al terzo posto e ritorna, dopo un solo anno, in Serie A.
Inizia la stagione ancora a Reggio, ma a settembre viene ceduto in prestito al Messina. In Sicilia finisce spesso in panchina. Nella sua terza stagione in Serie A colleziona 31 presenze ed un gol, segnato contro il Palermo, nella vittoria del 7 aprile 2003 per 2-1 al San Filippo. Sempre in prestito, va all'Ascoli in Serie B ma, a gennaio, viene rispedito alla Reggina, per poi essere girato altrove. L'ultima apparizione nel campionato cadetto risale ad inizio dicembre quando i marchigiani vincono 1-0 a Verona. Riparte con la maglia gialloblù dell'Hellas Verona collezionando 10 presenze rispetto alle 14 ad Ascoli.
Si trasferisce al Catanzaro. La squadra calabrese termina il campionato in penultima posizione (vista la retrocessione a tavolino del Genoa per motivi non sportivi), lui colleziona nel girone di ritorno 18 presenze e un gol, segnando contro l'Hellas Verona nella sconfitta 4-1.
Nel gennaio del 2006 passa all'Avellino, collezionando 12 presenze e una rete. La squadra termina al quart'ultimo posto il campionato e retrocede in Serie C1.
L'ultimo anno di contratto con la Reggina è caratterizzato dall'ennesimo prestito, questa volta alla Cisco Roma, squadra di Serie C2 che ha appena acquistato Paolo Di Canio. Nella capitale rimane fino a gennaio, collezionando 3 gol in 16 presenze, per poi trasferirsi in Lombardia al Monza, collezionando 11 presenze, e viene riconfermato per la stagione successiva. Realizza tre reti in tre giornate consecutive, tra la quinta e la settima, rispettivamente contro Lecco, Legnano e Cremonese.
Nel 2008 spesso si accomoda in panchina nella prima parte di stagione, terminando con 24 presenze e 3 reti, e nel 2008-2009 gioca in Seconda Divisione 2008-2009.
L'8 dicembre 2009 firma un contratto semestrale con la Nocerina. Chiude la stagione con 14 presenze ritrovandosi alla fine svincolato.
Il 16 dicembre 2010 viene ufficializzato il suo passaggio al Mezzocorona, squadra militante in Lega Pro Seconda Divisione.
Il 22 settembre 2011, a nove giorni dal primo allenamento, firma per l'HinterReggio, la seconda squadra di Reggio Calabria militante in Serie D. Esordisce con la nuova squadra tre giorni dopo in Acireale-HinterReggio (1-1).
Sigla la sua prima rete con la maglia dell'HinterReggio il 23 gennaio 2012 in occasione del derby con la Valle Grecanica, vinto 0-4 dalla formazione reggina. Il 29 aprile 2012 ottiene la prima storica promozione in Lega Pro Seconda Divisione con l'HinterReggio.
L'anno seguente rimane ancora nell'HinterReggio col quale disputa la seconda divisione retrocedendo dopo i play-out.
Passa per due mesi al Rende rescindendo il contratto dopo due gare, quindi firma per il Licata, terminando quest'altra esperienza dopo poche gare per un infortunio a un ginocchio. Nell'aprile 2014 firma con il Gallico Catona, società di Reggio Calabria del campionato di Eccellenza.

## Presenze e reti nei club
| Stagione            | Squadra             | Campionato          | Campionato | Campionato | Coppe nazionali | Coppe nazionali | Coppe nazionali | Coppe continentali | Coppe continentali | Coppe continentali | Altre coppe | Altre coppe | Altre coppe | Totale | Totale |
| Stagione            | Squadra             | Comp                | Pres       | Reti       | Comp            | Pres            | Reti            | Comp               | Pres               | Reti               | Comp        | Pres        | Reti        | Pres   | Reti   |
| ------------------- | ------------------- | ------------------- | ---------- | ---------- | --------------- | --------------- | --------------- | ------------------ | ------------------ | ------------------ | ----------- | ----------- | ----------- | ------ | ------ |
| 1998-1999           | Palermo             | C1                  | 24         | 2          | -               | -               | -               | -                  | -                  | -                  | -           | -           | -           | 24     | 2      |
| 1999-2000           | Reggina             | A                   | 2          | 0          | CI              | 4               | 0               | -                  | -                  | -                  | -           | -           | -           | 6      | 0      |
| 2000-2001           | Reggina             | A                   | 21+1       | 0          | CI              | 1               | -               | -                  | -                  | -                  | -           | -           | -           | 23     | 0      |
| 2001-2002           | Reggina             | B                   | 33         | 1          | CI              | 2               | 0               | -                  | -                  | -                  | -           | -           | -           | 35     | 1      |
| lug.-set. 2002      | Reggina             | A                   | 0          | 0          | CI              | 0               | 0               | -                  | -                  | -                  | -           | -           | -           | 0      | 0      |
| set. 2002-2003      | Messina             | B                   | 30         | 1          | -               | -               | -               | -                  | -                  | -                  | -           | -           | -           | 30     | 1      |
| 2003-gen. 2004      | Ascoli              | B                   | 14         | 0          | CI              | 1               | 0               | -                  | -                  | -                  | -           | -           | -           | 15     | 0      |
| gen.-giu. 2004      | Verona              | B                   | 10         | 0          | -               | -               | -               | -                  | -                  | -                  | -           | -           | -           | 10     | 0      |
| 2004-2005           | Catanzaro           | B                   | 18         | 1          | CI              | 1               | 0               | -                  | -                  | -                  | -           | -           | -           | 19     | 1      |
| 2005-gen. 2006      | Reggina             | A                   | 0          | 0          | CI              | 1               | 0               | -                  | -                  | -                  | -           | -           | -           | 1      | 0      |
| Totale Reggina      | Totale Reggina      | Totale Reggina      | 56+1       | 1          |                 | 8               | 0               |                    | -                  | -                  |             | -           | -           | 65     | 1      |
| gen.-giu. 2006      | Avellino            | B                   | 12+2       | 1          | -               | -               | -               | -                  | -                  | -                  | -           | -           | -           | 14     | 1      |
| 2006-gen. 2007      | Cisco Roma          | C2                  | 16         | 3          | -               | -               | -               | -                  | -                  | -                  | -           | -           | -           | 16     | 3      |
| gen.-giu. 2007      | Monza               | C1                  | 11+1       | 0          | -               | -               | -               | -                  | -                  | -                  | -           | -           | -           | 12     | 0      |
| 2007-2008           | Monza               | C1                  | 24         | 3          | -               | -               | -               | -                  | -                  | -                  | -           | -           | -           | 24     | 3      |
| 2008-2009           | Monza               | C1                  | 27         | 0          | CI              | 2               | 0               | -                  | -                  | -                  | -           | -           | -           | 29     | 0      |
| Totale Monza        | Totale Monza        | Totale Monza        | 62+1       | 3          |                 | 2               | 0               |                    | -                  | -                  |             | -           | -           | 65     | 3      |
| dic. 2009-2010      | Nocerina            | 2D                  | 14         | 0          | -               | -               | -               | -                  | -                  | -                  | -           | -           | -           | 14     | 0      |
| dic. 2010-2011      | Mezzocorona         | 2D                  | 5          | 0          | -               | -               | -               | -                  | -                  | -                  | -           | -           | -           | 5      | 0      |
| 2011-2012           | HinterReggio        | D                   | 28         | 1          | -               | -               | -               | -                  | -                  | -                  | -           | -           | -           | 28     | 1      |
| 2012-2013           | HinterReggio        | 2D                  | 27+2       | 1          | CI-LP           | 3               | 0               | -                  | -                  | -                  | -           | -           | -           | 32     | 1      |
| Totale HinterReggio | Totale HinterReggio | Totale HinterReggio | 55+2       | 2          |                 | 3               | 0               |                    | -                  | -                  |             | -           | -           | 60     | 2      |
| ago.-ott- 2013      | Rende               | D                   | 2          | 0          | -               | -               | -               | -                  | -                  | -                  | -           | -           | -           | 2      | 0      |
| ott. 2013-gen. 2014 | Licata              | D                   | 6          | 1          | -               | -               | -               | -                  | -                  | -                  | -           | -           | -           | 6      | 1      |
| Totale carriera     | Totale carriera     | Totale carriera     | 324+6      | 15         |                 | 15              | 0               |                    | -                  | -                  |             | -           | -           | 345    | 15     |

## Palmarès

### Club

#### Competizioni nazionali
- Serie D: 1

HinterReggio: 2011-2012